# Djakotomey I
Djakotomey I ist ein Arrondissement im Departement Couffo im westafrikanischen Staat Benin. Es ist eine Verwaltungseinheit, die der Gerichtsbarkeit der Kommune Djakotomey untersteht.

## Demografie und Verwaltung
Gemäß der Volkszählung 2013 des beninischen Statistikamtes INSAE hatte das Arrondissement 11.132 Einwohner, davon waren 5346 männlich und 5786 weiblich.
Von den 85 Dörfern und Quartieren der Kommune Djakotomey entfallen neun auf Djakotomey I:
1. Djakotomey-Centre
2. Danssouhoué
3. Agbédranfo
4. Améganhoué
5. Atchouhoué
6. Béotchi
7. Hounhomey
8. Gbognonhoué
9. Sogbavihoué